# Ion Barbu (fotbalist)
Ion Barbu (n. 15 mai 1977, Scornicești) este un fost fotbalist român, care a evoluat pe postul de fundaș central la cluburile Poli Iași și Farul Constanța. În 2015 era antrenor, la al treilea mandat ca secund la Farul, după ce a avusese două mandate ca principal.